# Min gårdag är förbi. Den gav mig visshet
Min gårdag är förbi. Den gav mig visshet är en sång av Frälsningsofficerarna och makarna Kai Kjäll (text) och Thorsten Kjäll (text & musik). Sången som delvis skrevs i ett skyddsrum i Helsingfors under slutet av Andra världskriget har en refräng som börjar "Min framtid är i Herrens händer...". Sången publicerades 1948 och har sedan översatts till ett flertal språk.

## Publicerad i
- Frälsningsarméns sångbok 1968 som nr 405 under rubriken "Erfarenhet och vittnesbörd"
- Frälsningsarméns sångbok 1990 som nr 575 under rubriken "Erfarenhet och vittnesbörd"
- Sångboken 1998 som nr 84